# میکولا خویلوی
میکولا خویلوی (انگلیسی: Mykola Khvylovy; ۱ دسامبر ۱۸۹۳ – ۱۳ مهٔ ۱۹۳۳) نویسنده و شاعر اهل اتحاد جماهیر شوروی سوسیالیستی بود.